# Carl Bolze

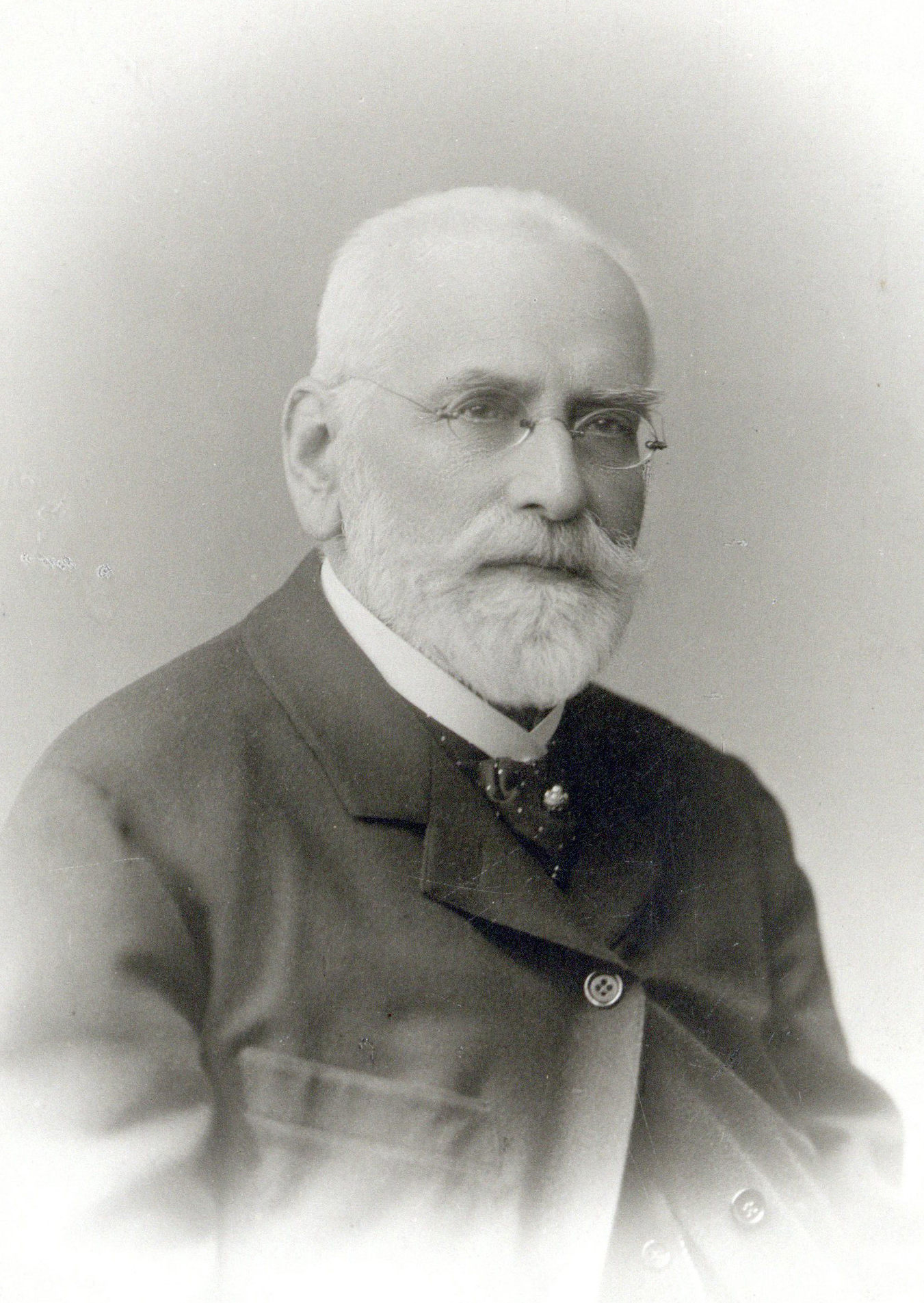
Carl Bolze, Foto von Karl Lützel

Carl Bolze (auch Karl Bolze; * 17. Januar 1832 in Oberlanzendorf bei Wien; † 1. Juni 1913 in München) war ein deutscher Maler.

## Leben
Carl Bolze wuchs auf im kleinen Dorf Oberlanzendorf bei Wien, wo sein Vater eine Ölmühle erworben hatte, die unter seiner Leitung prosperierte. Carl Bolze, der die väterliche Fabrik übernehmen sollte, begann eine kaufmännische Lehre, widmete sich jedoch so oft wie möglich dem Zeichnen und füllte zahlreiche Skizzenbücher.
Am 7. August 1855 heiratete er in Speyer Anna Rosina Theresia May, eine Tochter Georg Heinrich Mays, des Architekten und Herstellers von Korkmodellen in Aschaffenburg.
Nach dem Tode seiner Eltern gab Bolze seiner Neigung nach, verkaufte den gesamten Besitz in Oberlanzendorf und bezog um 1869 mit seiner Familie im Münchner Künstlerviertel Schwabing eine Atelierwohnung in der Schellingstraße. Er schloss sich der Münchner Künstlergenossenschaft an, trat aber in der Öffentlichkeit nicht hervor. Ein Studium an der Akademie lehnte er ab und bildete im Selbststudium und kleinen Kollegenkreis seine Fertigkeiten aus. Um 1870 fand Bolze in dem bayerischen Hofmaler Julius Lange und anschließend um 1871 in Josef Wopfner zwei namhafte Lehrer, die ihn als Privatschüler annahmen. Aus dieser Zeit existieren zwei fast identische Bildmotive von Bolze und Wopfner, die den Traunsee im oberösterreichischen Teil des Salzkammerguts zeigen. Wopfner schenkte sein Bild später dem Schüler. Die Ausbildung bei Lange und Wopfner war zwar nur von kurzer Dauer, spiegelt sich jedoch in Bolzes Bildern – vor allem in der Betonung des Malerischen und der differenzierten Farbgebung.
Die 1870er und 1880er Jahre waren Bolzes produktivste Schaffensperiode. Seine Stimmungslandschaften zeigen zumeist Gegenden aus dem Oberland: Kochelsee, Starnberger See, Forchensee, Bad Tölz, Burghausen, Landsberg, Etzenhausen, das Inntal mit Oberaudorf, Kranzhorn, Ruine Falkenstein und Hechtsee in Tirol.
Ab 1880 wurde der Chiemsee sein favorisierter Studienplatz. Unscheinbare Motive – wie bewachsene Seeufer, Waldwege, Moortümpel, Blumen am Wegrand, Gräser, kleine Waldstücke, Wolkenformationen – liebte Bolze besonders. Eine Reihe von Bildern malte er 1889 auf einer Reise nach Oberitalien.
In den späten 1890er Jahren erkrankte er am Grauen Star, was ihn zwang, sein künstlerisches Schaffen stark einzuschränken. Schließlich konnte er nur noch Gegenstände malen, die sich nahe vor die Augen halten ließen: Pilze, Gräser oder Blumen. Diese Behinderung schränkte jedoch die Qualität seiner Bilder nicht ein. Sein bislang letztes bekanntes Ölbild entstand 1903. Danach fertigte Bolze Aquarelle.
Carl Bolze starb 1913 im Alter von 81 Jahren in München.

## Grabstätte

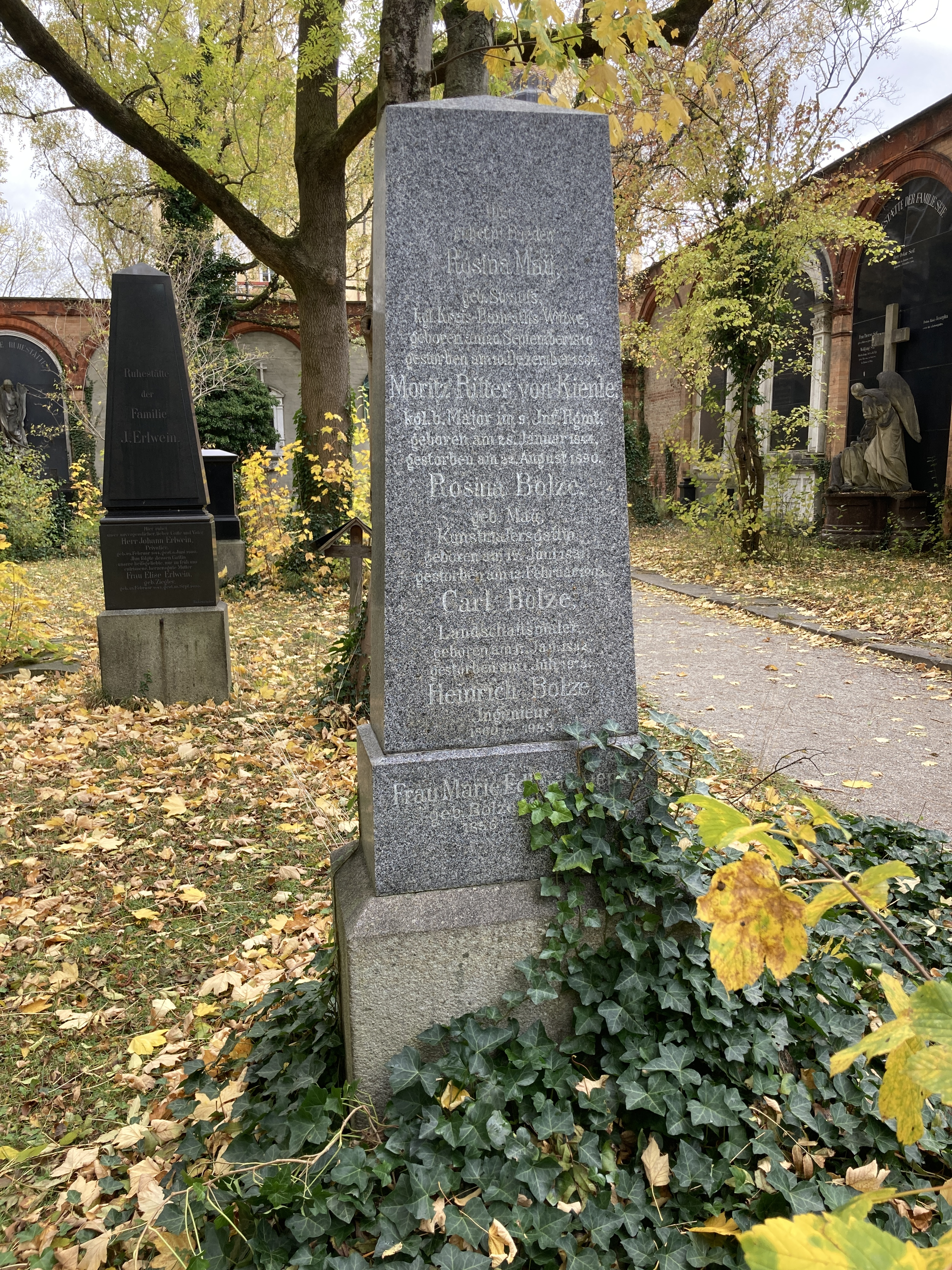
Grab von Carl Bolze auf dem Alten Südlichen Friedhof in München

Die Grabstätte von Carl Bolze befindet sich auf dem Alten Südlichen Friedhof in München (Gräberfeld 39 – Reihe 10 – Platz 1) Standort.
In dem Grab sind weitere Verwandte Bolzes begraben:
- Bolze, Rosina / (geborene) May; 17. Juni 1831 – 12. Februar 1903; Bolzes Ehefrau
- Kienle, Marie Edle von (verwitwete) / (geborene) Bolze; 1856–1943; Majors-Witwe und Bolzes Tochter
- Kienle, Moritz Ritter von; 28. Januar 1844 – 22. August 1890; Königlich bayerischer Major und Bolzes Schwiegersohn
- Bolze, Heinrich; 1860–1943; Ingenieur. Bolzes Sohn
- (verwitwete) May, Rosina / (geborene) Strauss; 20. September 1810 – 10. Dezember 1884; Baurats-Witwe und Schwiegermutter Bolzes

## Werk
Auf Kunstausstellungen beteiligte sich Carl Bolze sporadisch, so z. B. 1874 an der Wiener Jahresausstellung, 1880 und 1882 an der Kunstausstellung in Hannover, 1888 an der Jubiläumsausstellung im Münchner Glaspalast („Chiemsee“) und 1902 an der Jahresausstellung im Glaspalast („Burghausen“). Es ist bekannt, dass das Museum in Breslau zu Lebzeiten Bolzes zwei Gemälde übernahm. Die Städtische Galerie in München verwahrt im Depot die Bilder „Hohlweg bei München“ und „Ambach am Starnberger See“. Seit einigen Jahren besitzt die Bayerische Staatsgemäldesammlung die aus Privatbesitz stammenden Bilder „Gräser und Stauden im Unterholz“ und „Landschaft unter Bäumen“ (siehe Bildergalerie unten).

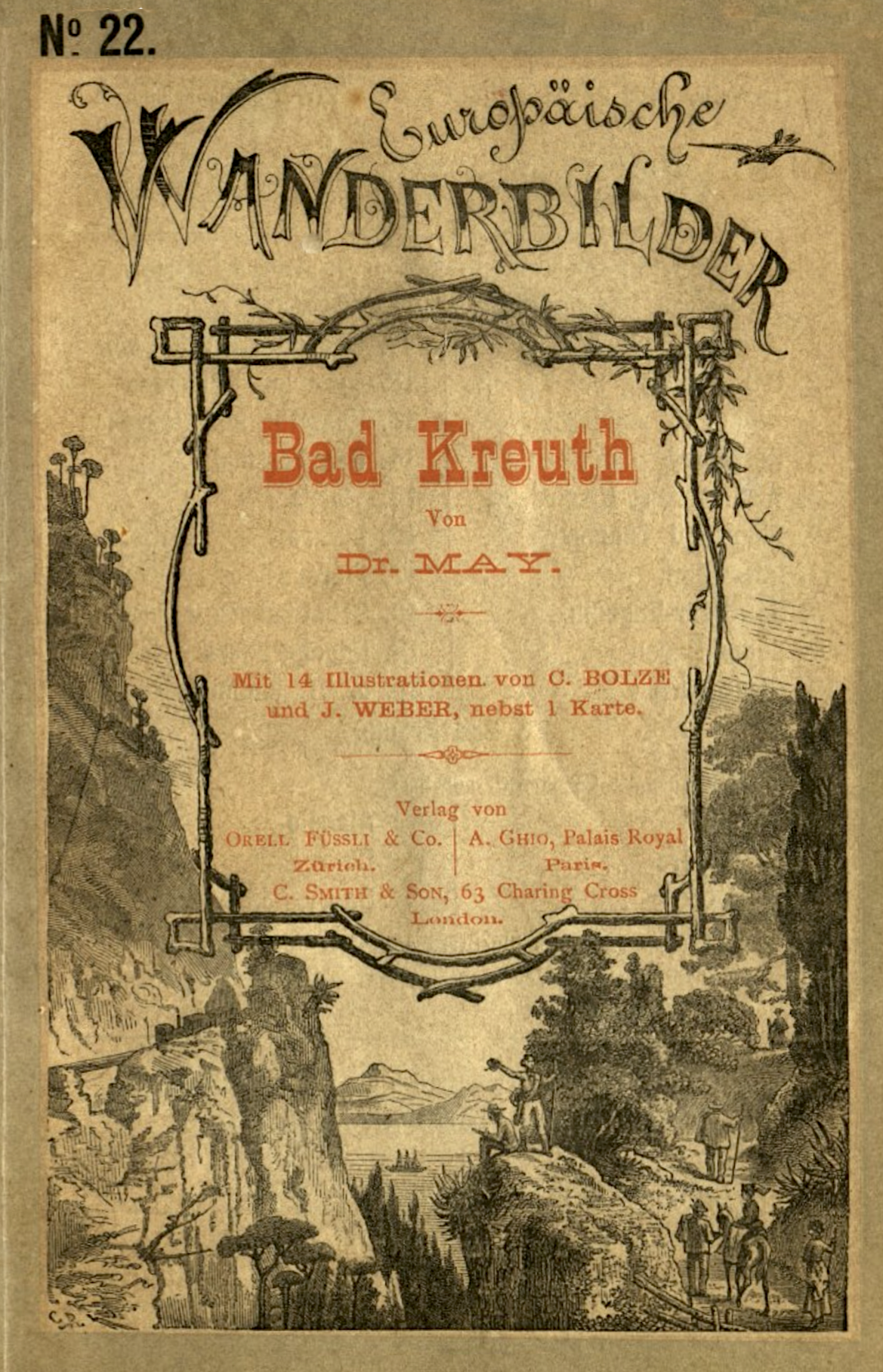
Titelseite des Wanderführers mit Illustrationen von Carl Bolze

Auch bei der Illustration von Büchern wirkte Bolze mit, wie z. B. beim Wanderführer über Kreuth bei Tegernsee.
Da Bolze finanziell ein sorgenfreies Leben führte, war er nicht auf den Verkauf seiner Bilder angewiesen. Die Anerkennung seiner Malkunst blieb ihm jedoch weithin versagt.
Eine neuerliche Resonanz fand Bolze und sein Werk 1984 durch die Publikation Carl Bolze 1832–1913 von Hans Peter Defregger, einem Enkel des Malers Franz von Defregger.

## Bildergalerie
Eine Auswahl von Bildern, gemalt von Carl Bolze:

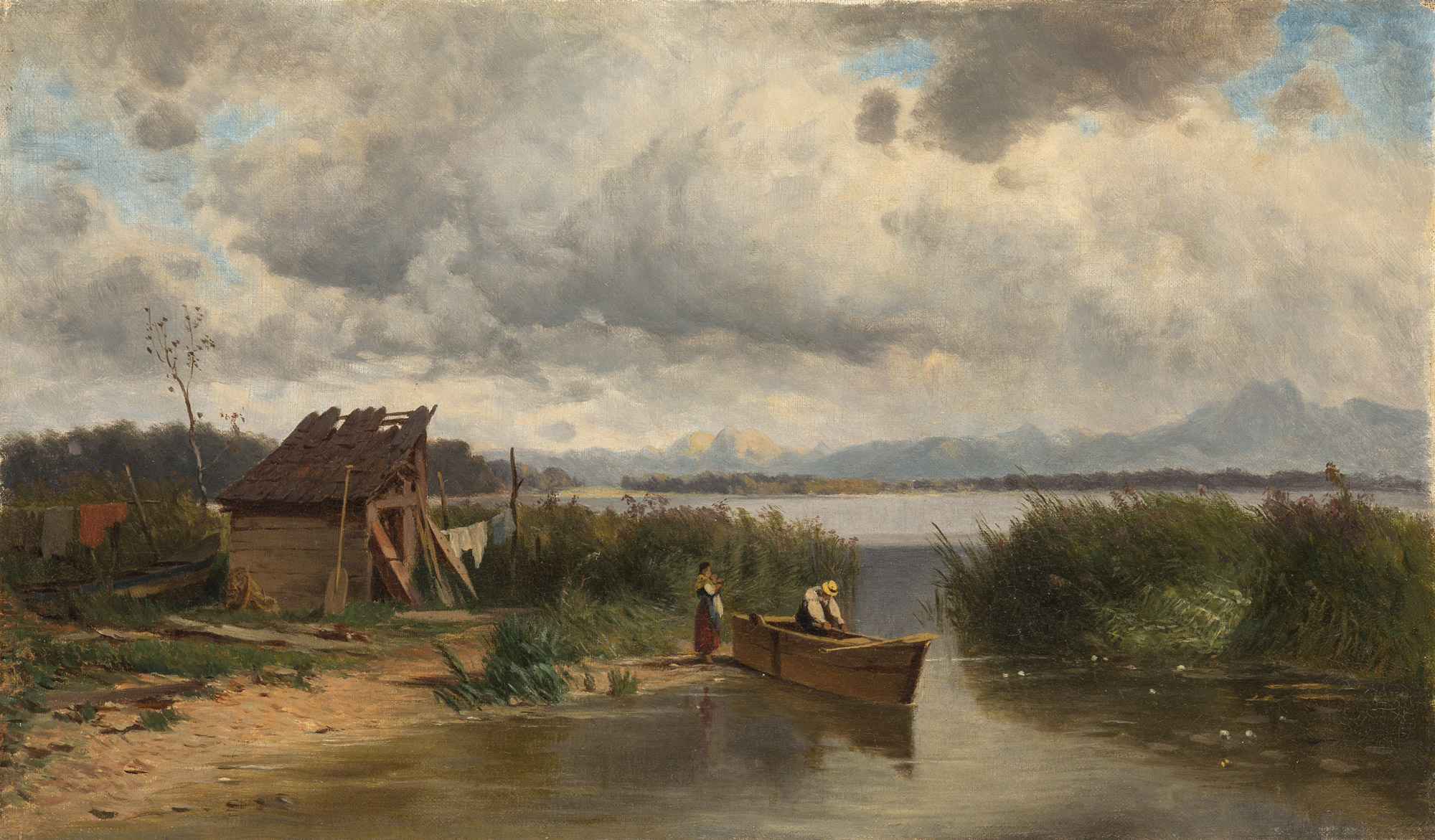
Chiemsee, 1883
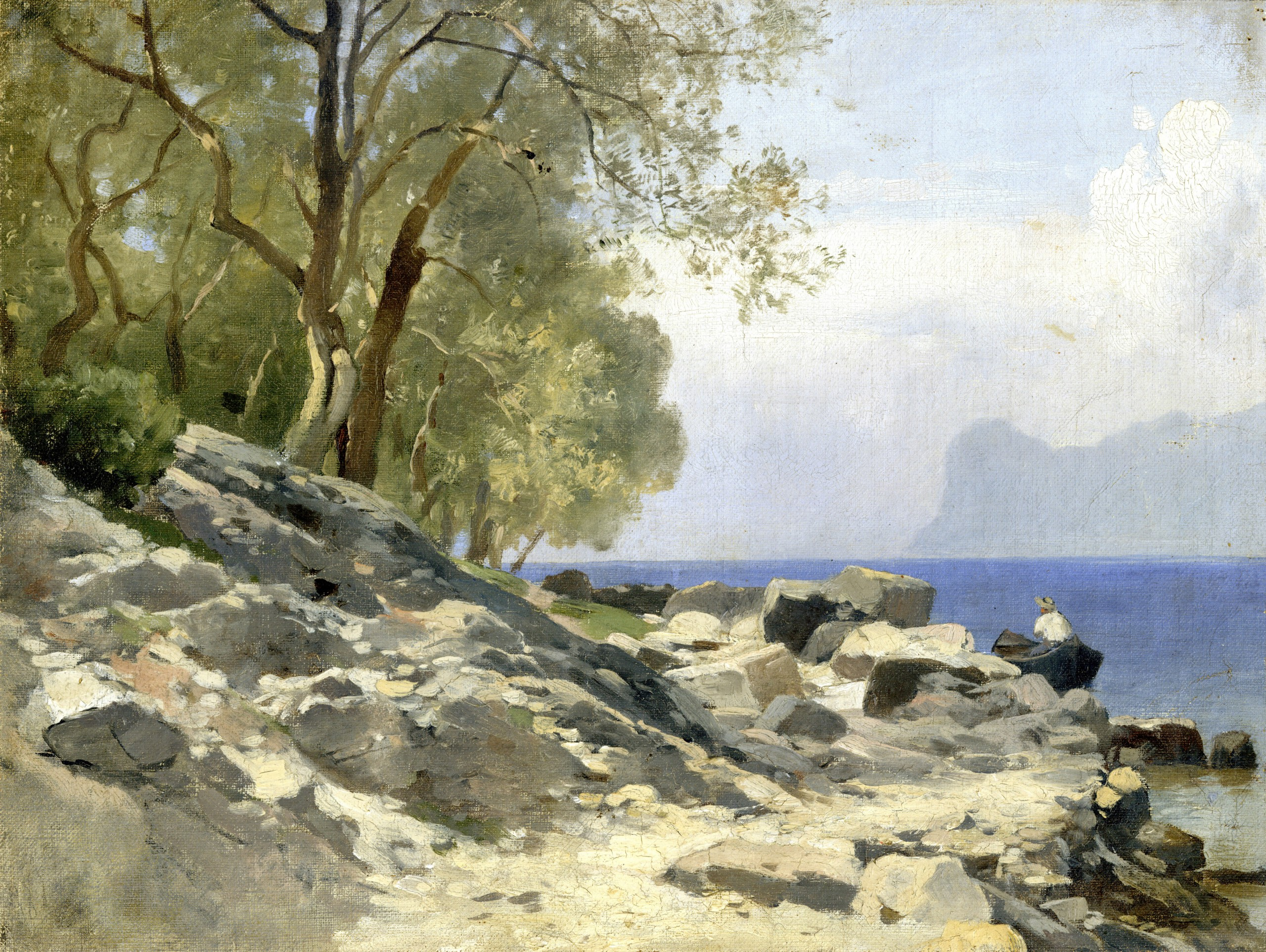
Ufer am Gardasee, 1890
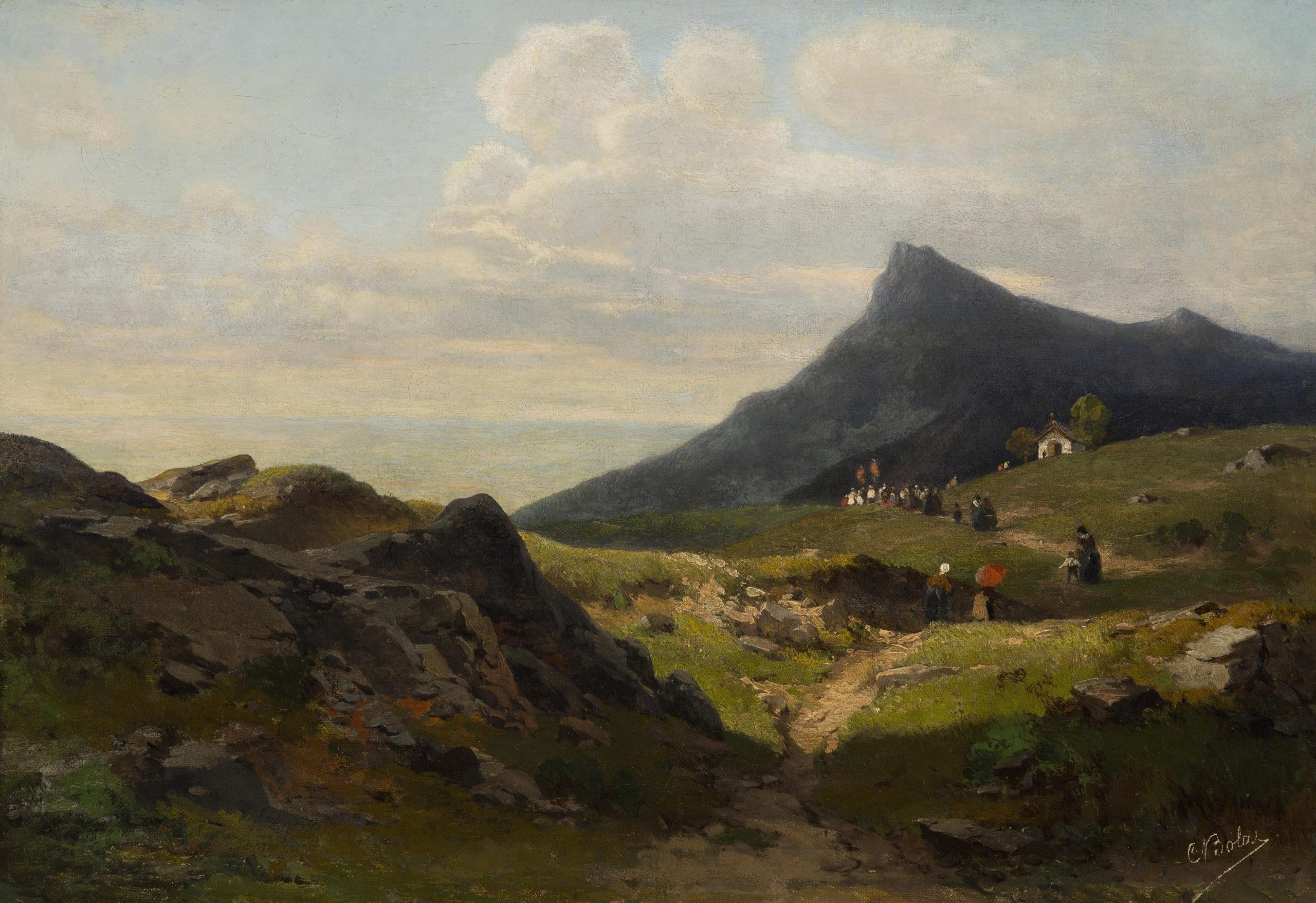
Prozession
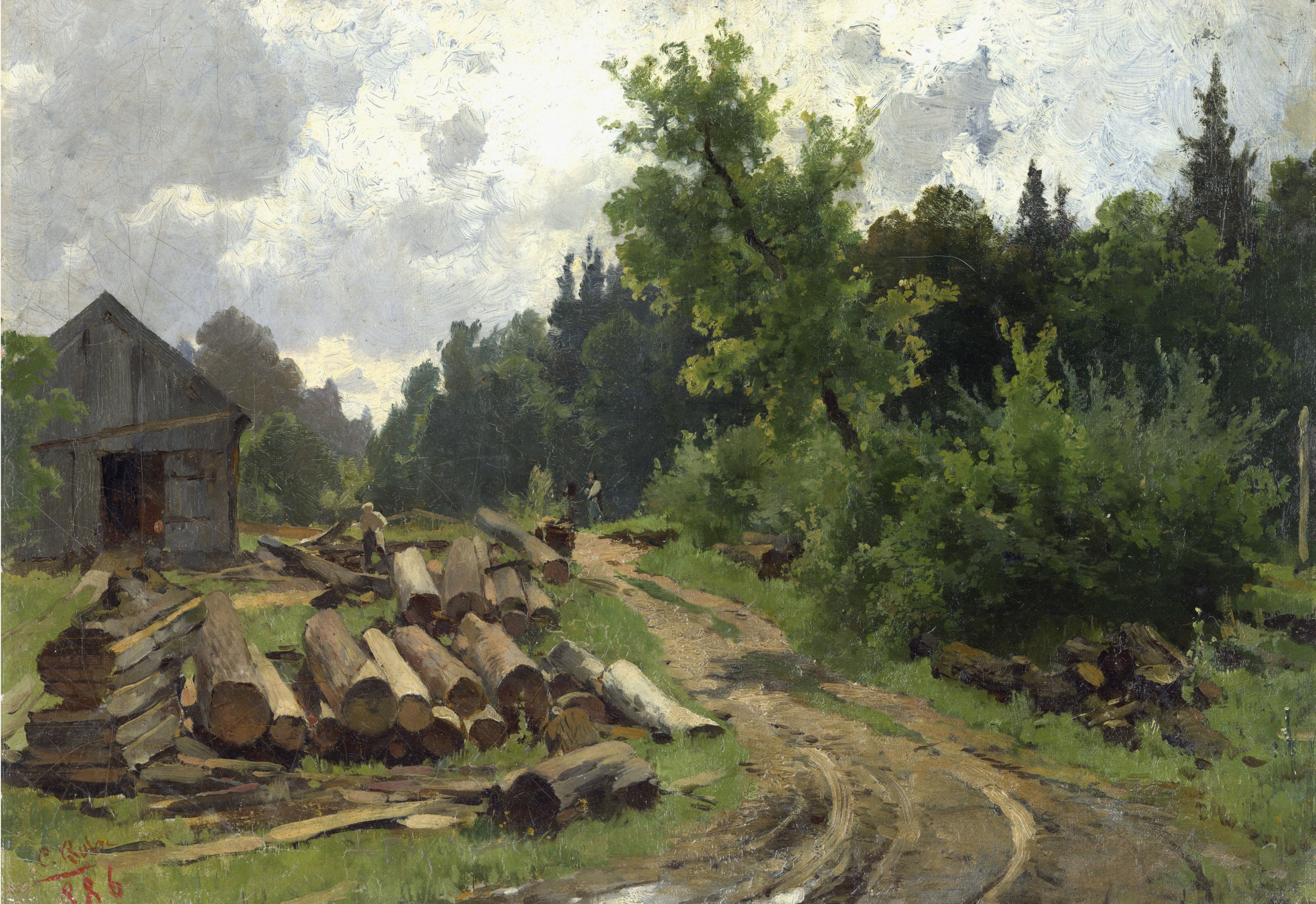
Holzlagerplatz, 1886
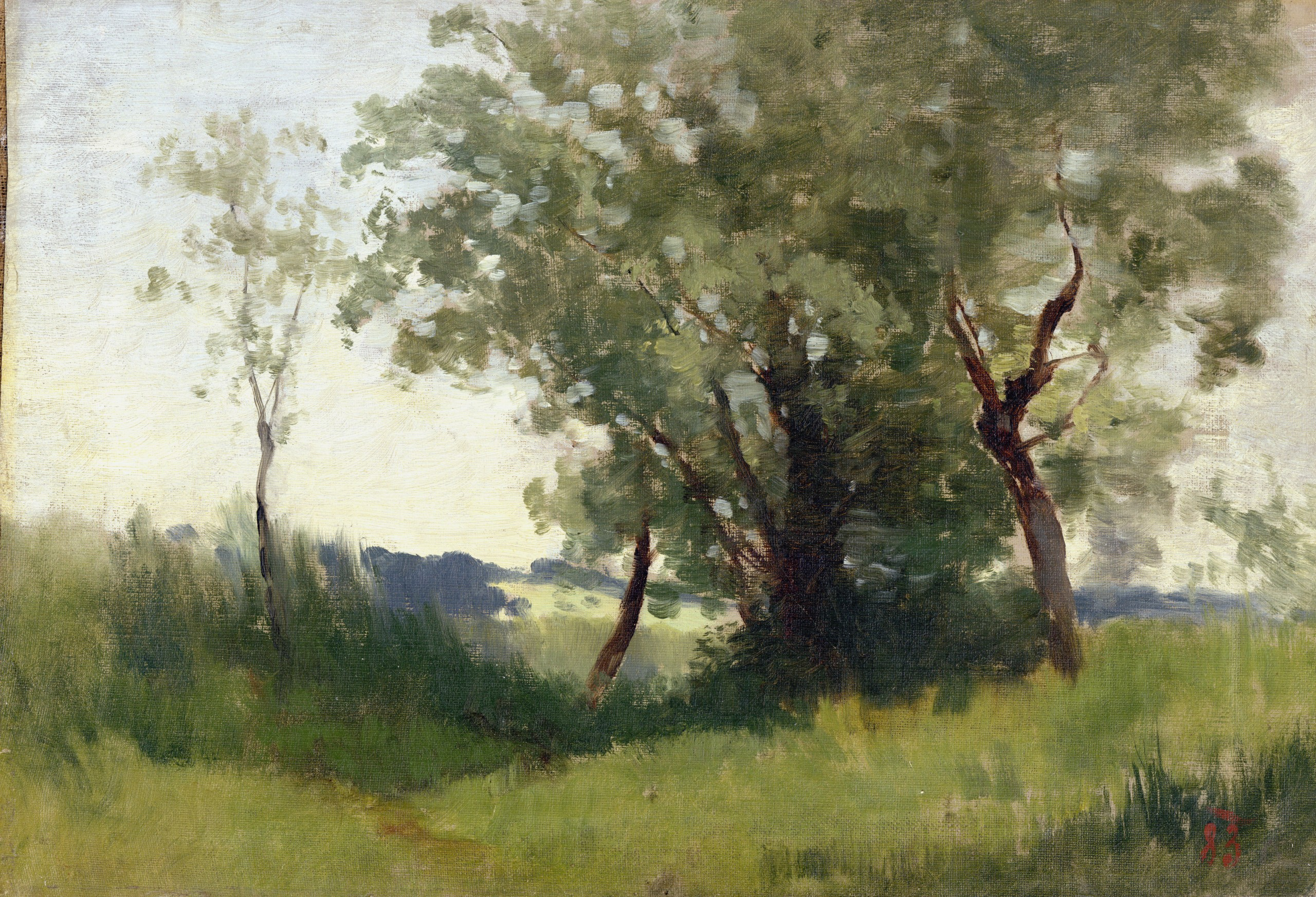
Hochmoor, 1883
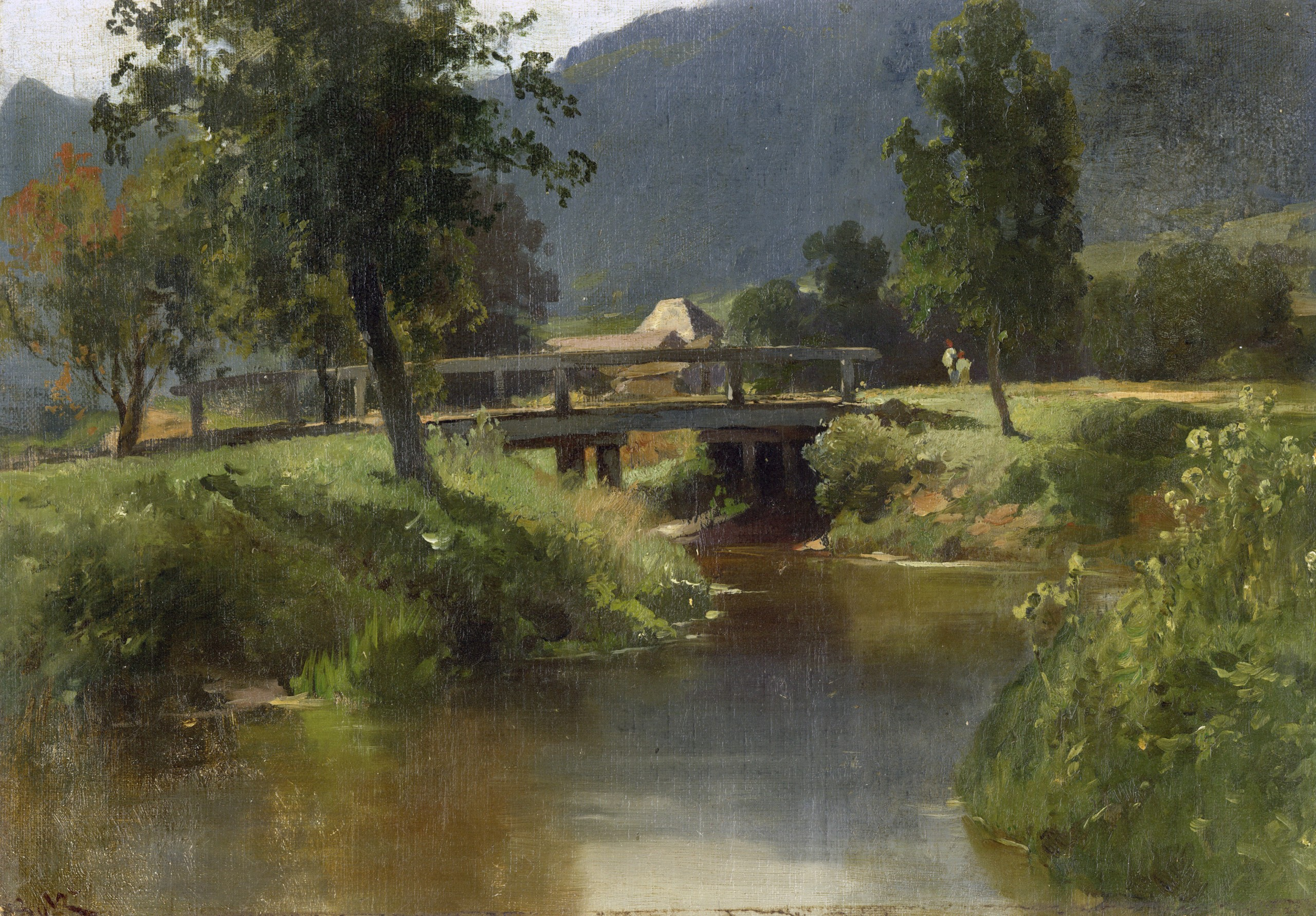
Bach mit Brücke, 1888
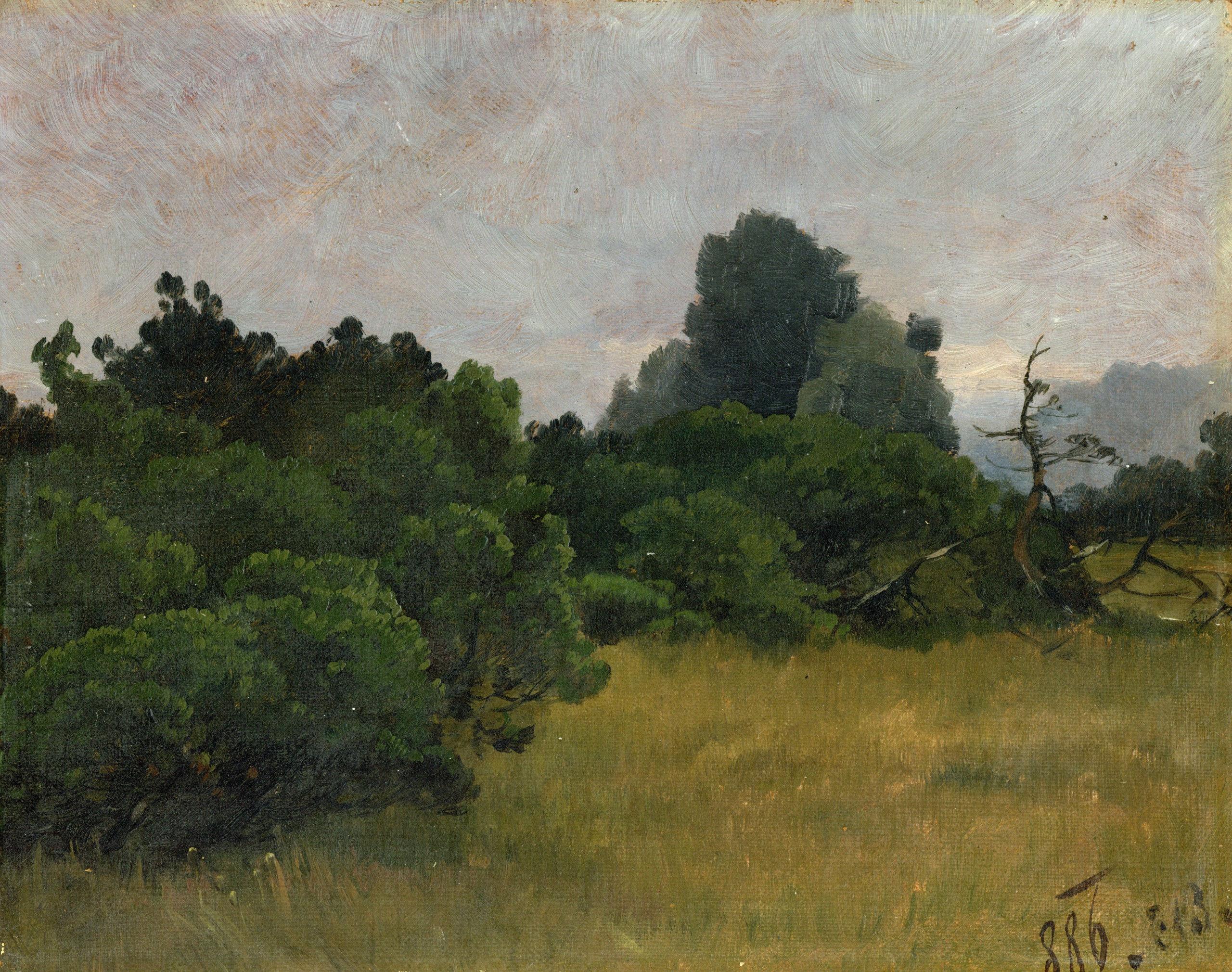
Baumgruppe, 1886
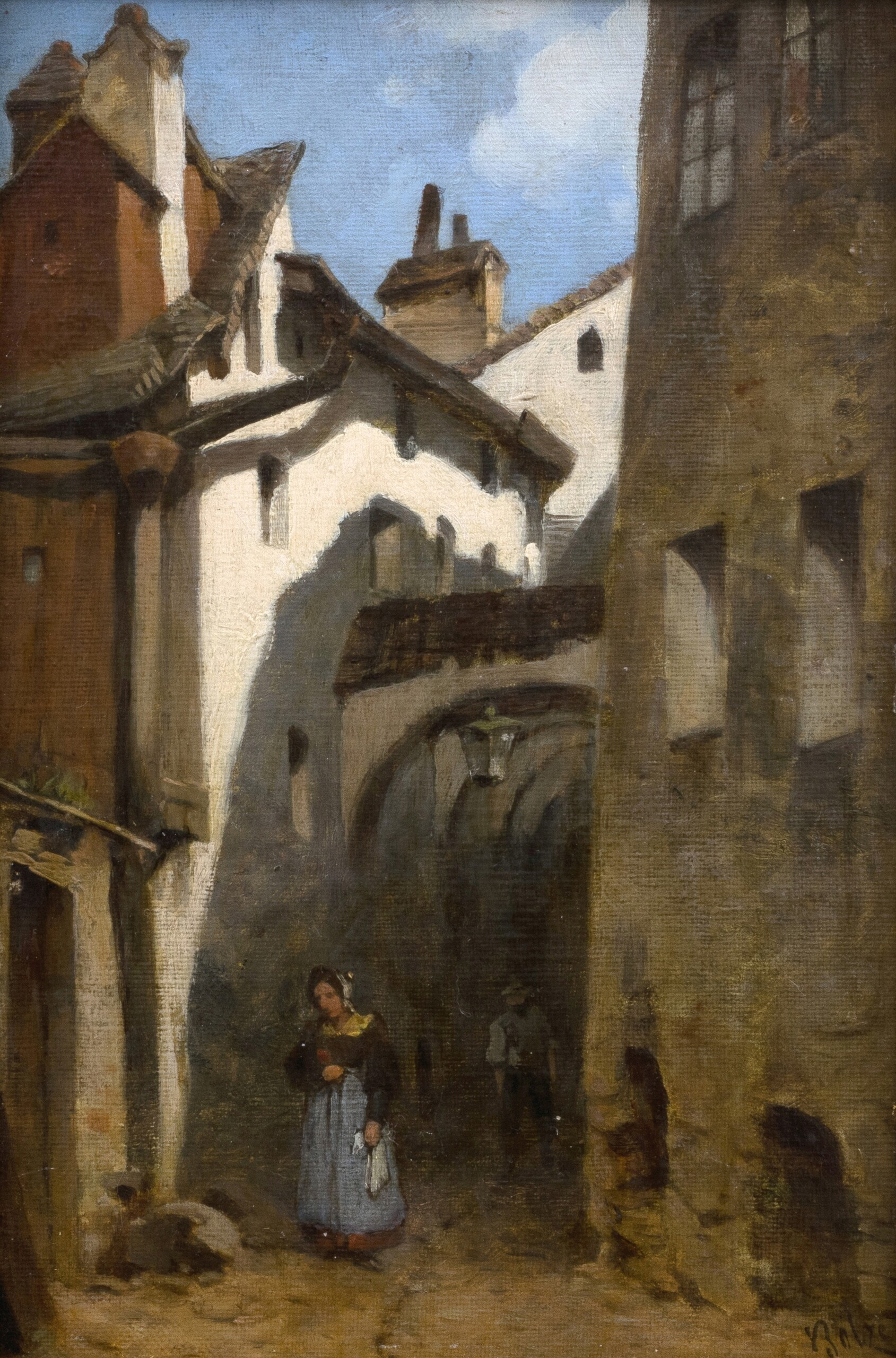
Gasse in Burghausen, 1885
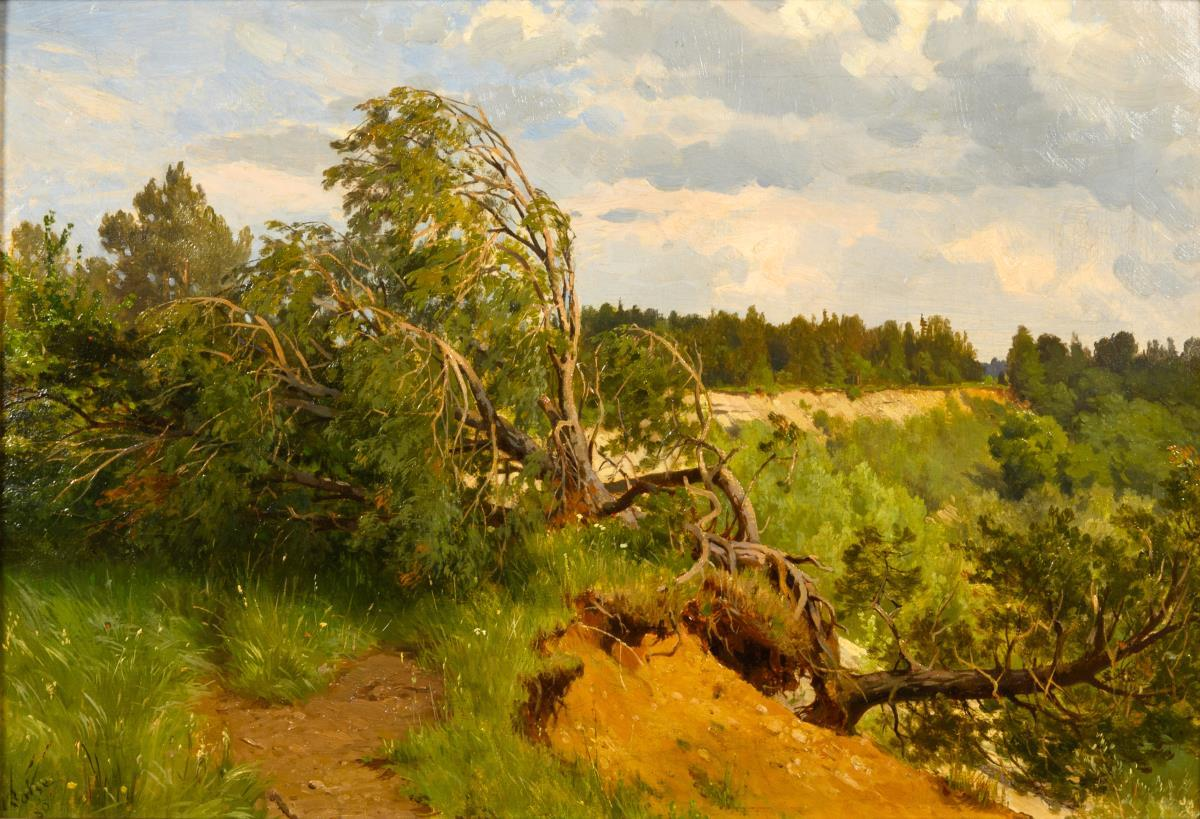
Geländestudie, 1880
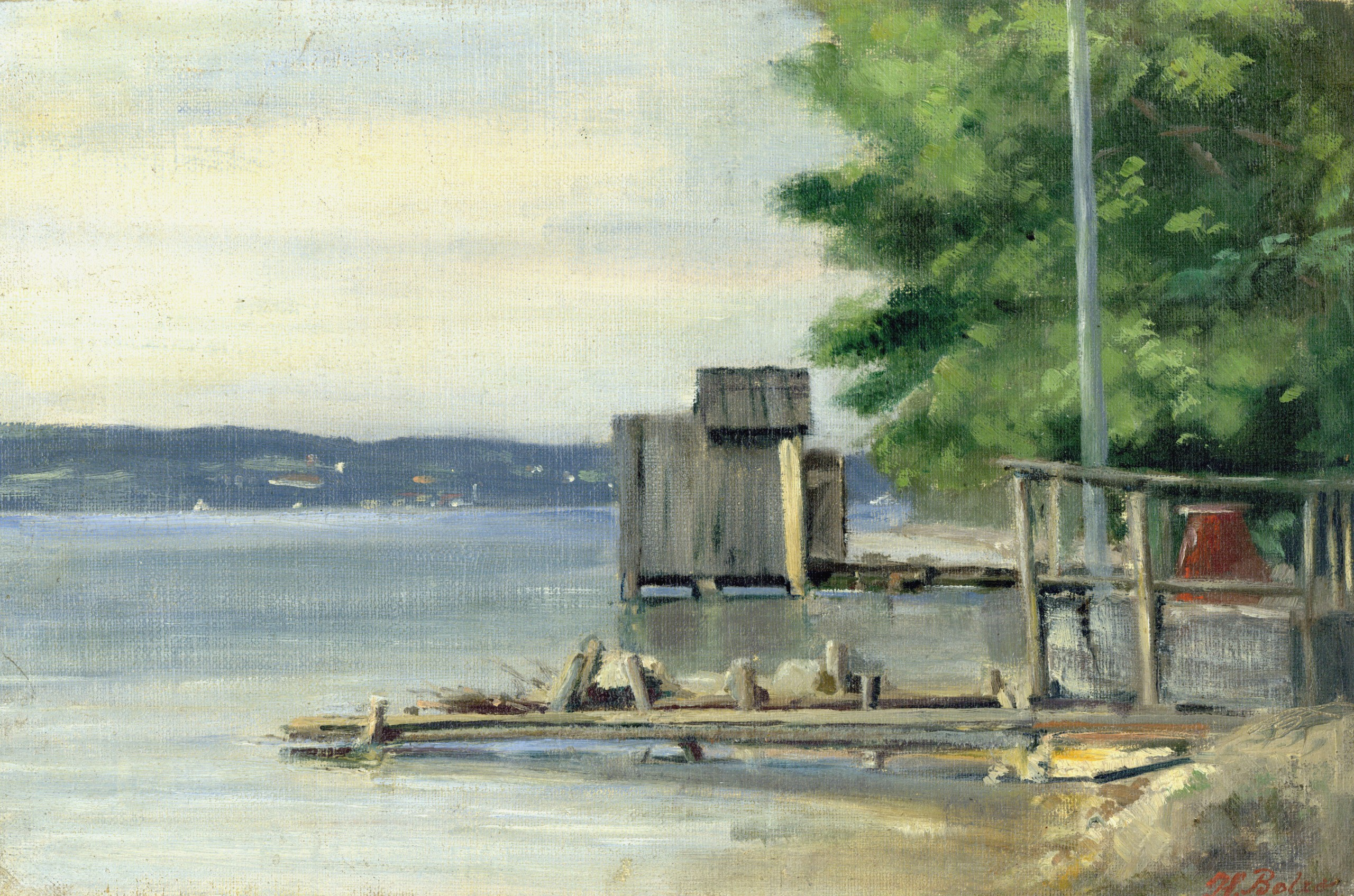
Badehütte am Starnberger See bei Ambach, 1880
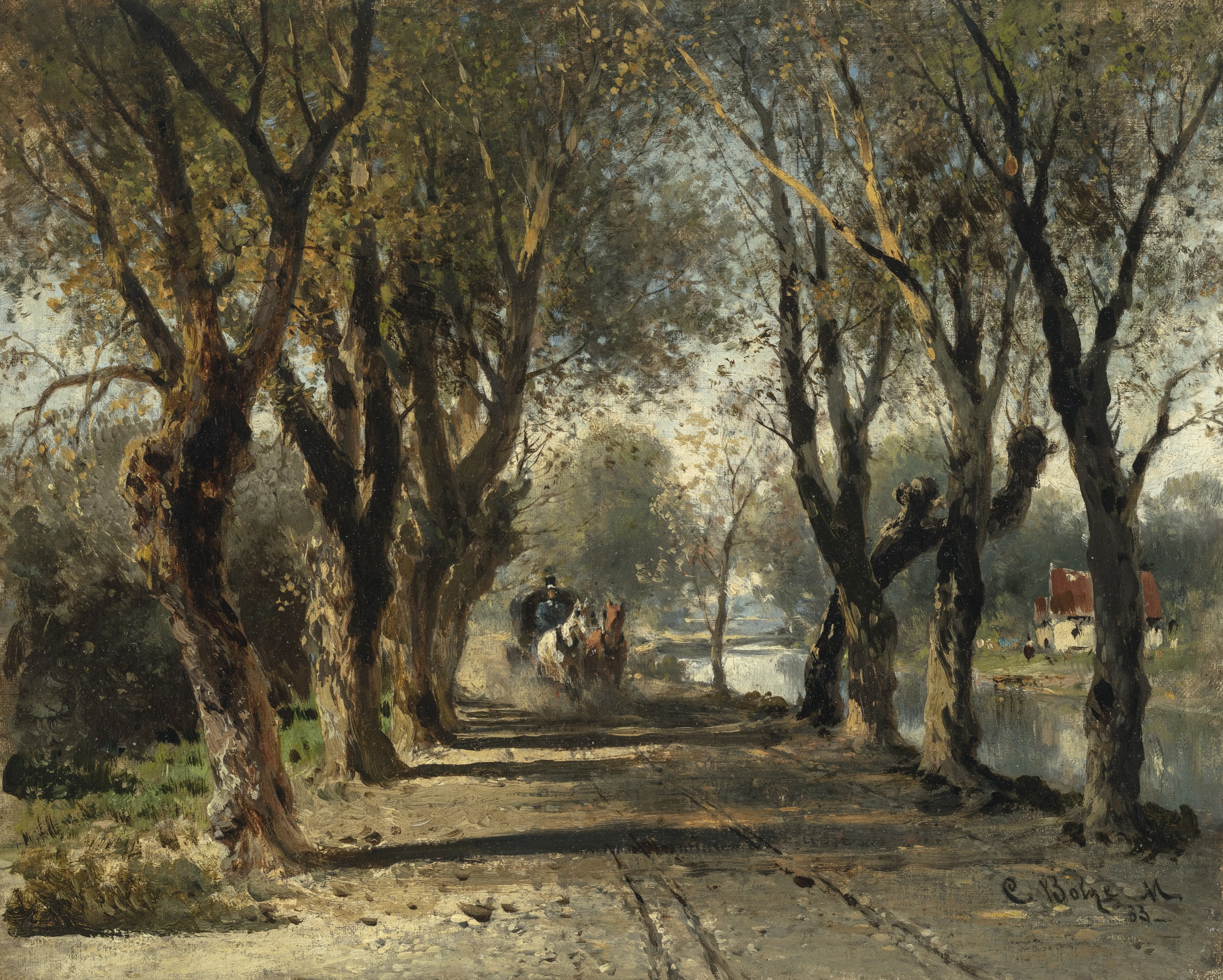
Allee am Fluß mit Postkutsche, 1883
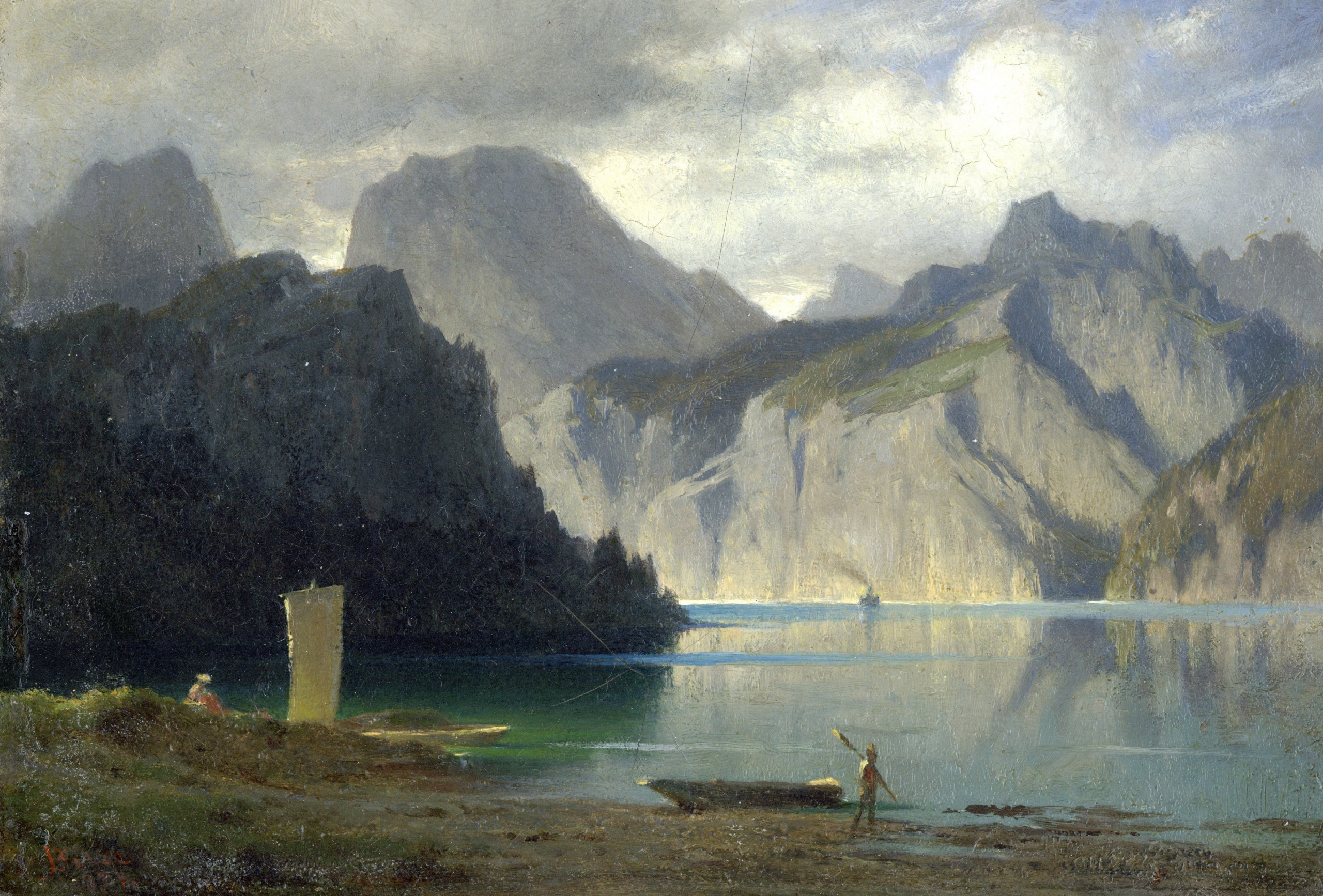
Abend am Traunsee, 1884
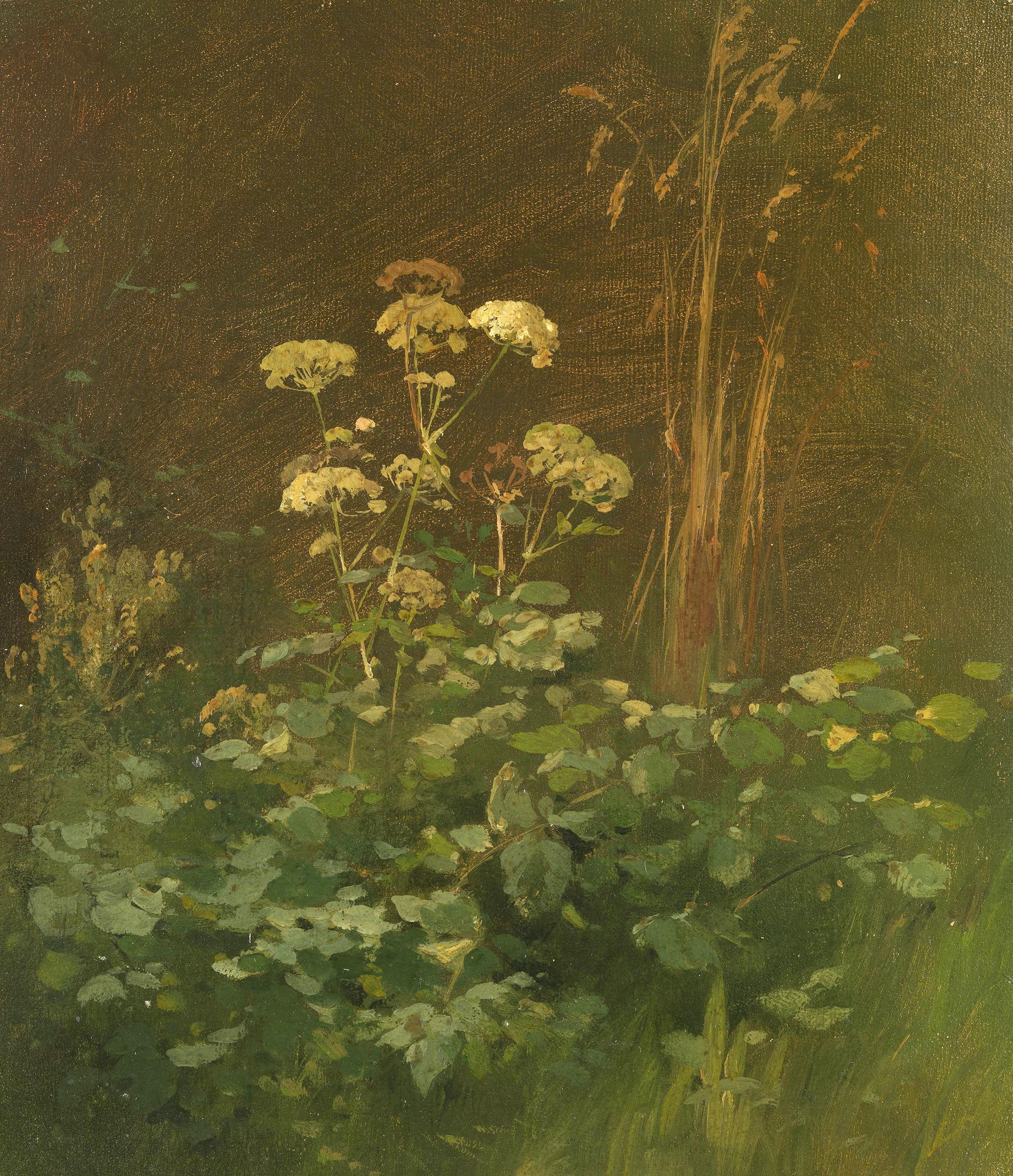
Gräser und Stauden im Unterholz, um 1885
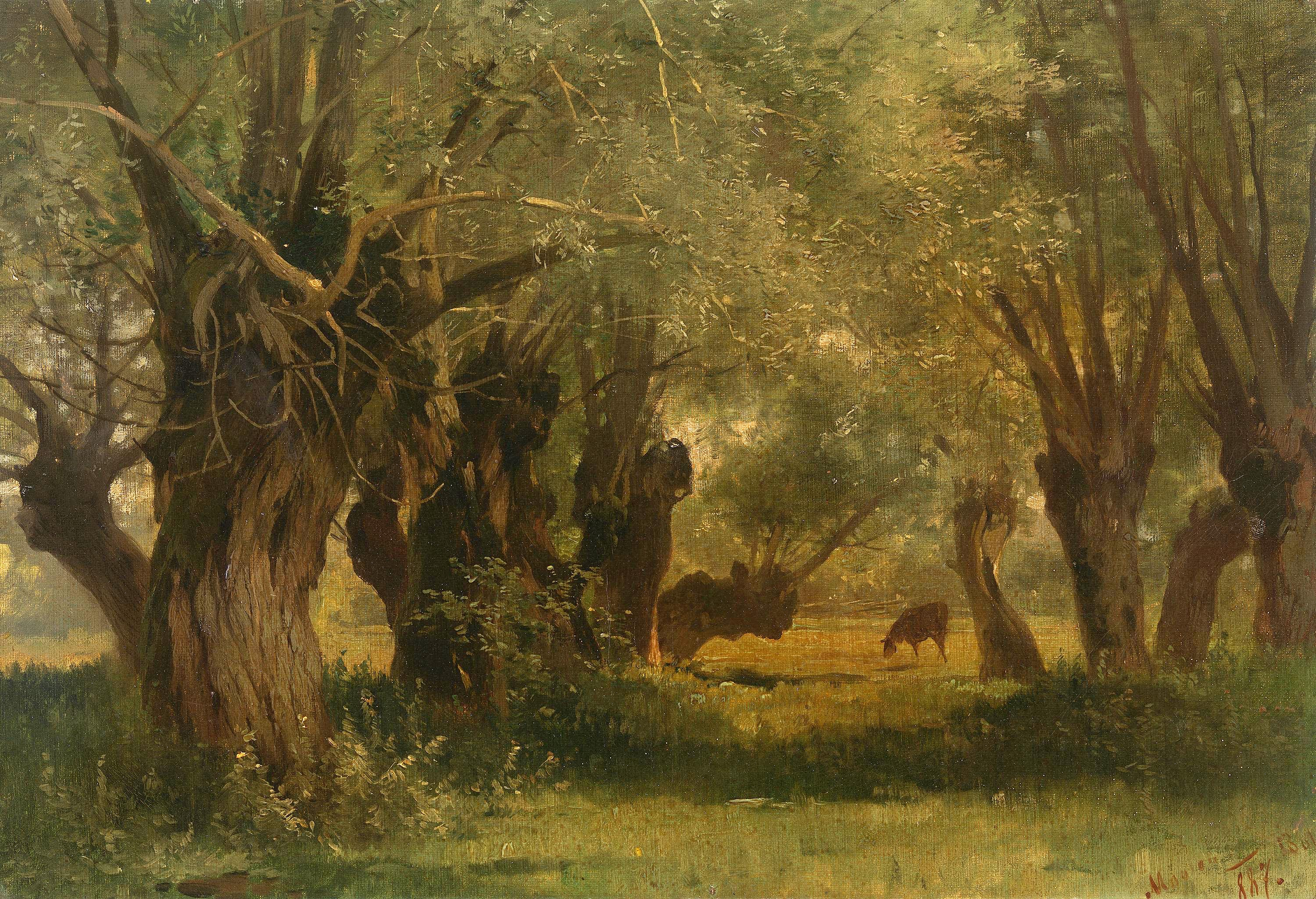
Landschaft unter Bäumen mit weidendem Vieh, 1887